# Anton Anderson Memorial Tunnel
L’Anton Andersen Memorial Tunnel, noto anche come Whittier Tunnel, è una galleria stradale e ferroviaria che attraversa la Maynard Mountain, in Alaska.
Con i suoi 4,32 chilometri è la più lunga galleria a uso misto stradale e ferroviario del nord America e collega il piccolissimo centro abitato di Whittier.

## Storia
La galleria fu realizzata nel 1943 per conto dell'United States Army, l'esercito statunitense, per consentire il collegamento alla base militare di Whittier anche via terra e rendere raggiungibile il suo strategico porto dalla ferrovia dell'Alaska. 

Nel 1999 fu ampliata e ristrutturata dalla Kiewit Construction Company per consentirne l'utilizzo misto stradale e ferroviario.

## Caratteristiche

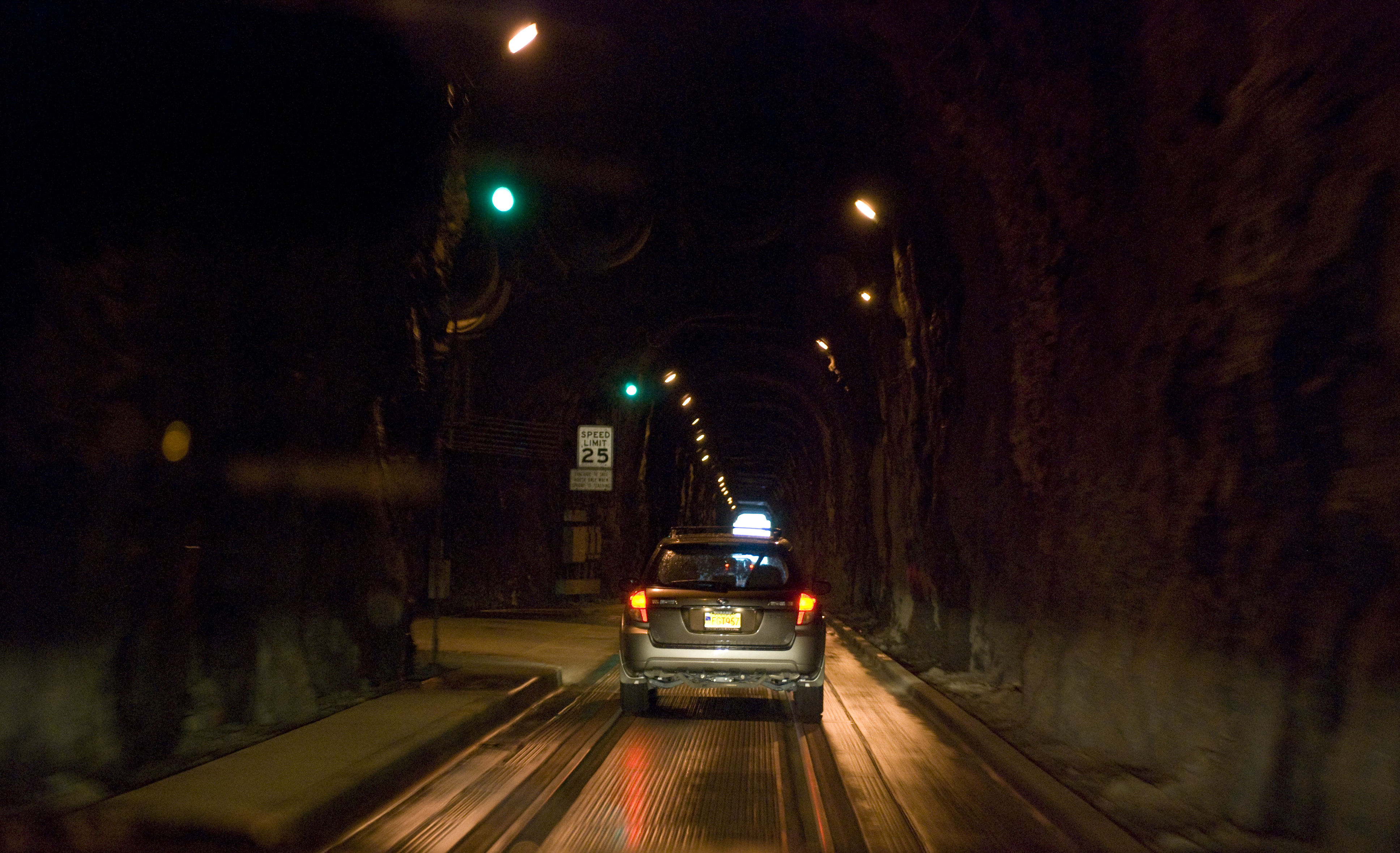
Un'immagine dell'interno della galleria

La galleria si sviluppa per 4,32 chilometri di lunghezza, circa 3,45 metri di larghezza e oltre 4,20 metri di altezza; alle due estremità vi sono i portali d'accesso debitamente dotati di semafori che regolano l'ingresso in tempi prestabiliti. Essi sono provvisti anche di adeguate strutture metalliche realizzate per proteggere l'accesso da frane o valanghe inoltre, in loro prossimità, vi è un piazzale dove possono sostare circa 450 autoveicoli in attesa e i convogli ferroviari.
La galleria è scavata nella roccia viva lasciata prevalentemente a vista. Al suo interno essa comprende soltanto una corsia che viene utilizzata a senso di marcia alternato in tempi prestabiliti e la pavimentazione del tunnel è costituita da 1.800 apposite lastre quadrangolari di calcestruzzo provviste di relativi interstizi, dove sono alloggiati i binari ferroviari con scartamento standard di 1.435 millimetri posti a raso del livello stradale per consentire anche il corretto fluire del traffico automobilistico.
Data l'alta sismicità della zona e le ridotte dimensioni interne, la galleria è dotata di sistemi di sicurezza all'avanguardia: un impianto di illuminazione lungo entrambi i lati, un sistema di ventilazione combinato e un marciapiede laterale che consente di raggiungere in sicurezza le uscite e i numerosi ripari d'emergenza in cemento armato da utilizzare in caso di terremoto, incendio o altre calamità.
Il flusso del traffico è scandito da regolari intervalli e gestito da due sistemi informatizzati: il Tunnel Control System e il Train Signal System che controllano i semafori, il tempo di percorrenza, la distanza di sicurezza tra i mezzi e la velocità, che non deve superare le 25 miglia orarie per tutti i tipi di veicoli in transito. Infine, due gruppi elettrogeni consentono di alimentare tutti i servizi in caso di guasto elettrico esterno.

## Traffico
La galleria consente l'attraversamento congiunto alla ferrovia dell'Alaska e alla Portage Glacier Road che si dirama, qualche miglio più indietro, dalla Seward Highway; entrambe le direttrici conducono al piccolo villaggio portuale di Whittier. Il pedaggio di ingresso è di 13 dollari.